# Андрей (Петков)
Митрополит Андрей (в миру Стоян Миколайович Петков; нар. 31 грудня 1886, село Врачеш (нині громада Ботевград, Софійська область) — пом. 9 серпня 1972, Софія) — єпископ Православної церкви Болгарії, митрополит Нью-Йоркський.

## Біографія
Середню освіту здобув в місті Тирговиште, а в 1903 вступив в Софійську духовну семінарію, яку закінчив в 1909.
У 1911 зарахований до Московської духовної академії.
Після початку війни на Балканах пішов на фронт рядовим, а в 1914-1915 служив санітаром.
У 1916 закінчив Московську духовну академію зі ступенем кандидата богослов'я з зарахуванням до другого розряду. З 1916 до 1918 вчителював у Санкт-Петербурзі.
Після Жовтневого перевороту повернувся до Болгарії і з 14 січня 1919 до 27 лютого 1921 служив секретарем, а після інспектором у відділі віросповідань Міністерства закордонних справ і віросповідань Болгарії.
З 1921 по 1926 — викладав у Софійській духовній семінарії.
З 1926 до 1929 — начальник Культурно-просвітницького відділу в Священному синоді Болгарської православної церкви.
14 грудня 1928 митрополитом Старозагорським Павлом в Черепішському Успенському монастирі пострижений у чернецтво з ім'ям Андрей. 15 грудня того ж року висвячений у сан ієродиякона, 16 грудня — в сан ієромонаха. 19 грудня — архімандрита.
20 квітня 1929 в кафедральному храмі-пам'ятнику Успіння Богородиці в Варні хіротонізований в єпископа Велічського і призначений вікарієм на Варненсько-Преславського митрополита Симеона і перебував на цій посаді до 1937.
26 лютого 1938 царським указом № 12 призначений Керуючим Американською болгарською єпархією. Приступив до справ 3 квітня 1938.
Відносини нового єпископа з місцевими болгарськими громадами не склалися, і восени 1938 Священний синод Боблгарської православної церкви був змушений звернути увагу єпископа Андрея на дії деяких священиків, які прагнули до самостійності. У лютому 1939 з ініціативи церковних громад, але без участі єпископа Андрея була скликана перша в США конференція представників від болгарських православних храмів, в якій взяли участь парафії Детройта, Торонто, Індіанаполіса, Граніт-Сіті і Стілтона.
У вересні 1942 єпископ Андрей призначений Священним Синодом організувати поховання в Стамбулі екзаршого намісника, єпископа Главіницького Климента. Після поховання залишився в Стамбулі до 1945 на посаді екзаршого намісника.
Будучи намісником, разом з митрополитом Неврокопським Борисом і Тирновським Софронієм, вів переговори з Константинопольською Православною Церквою з метою подолання греко-болгарської схизми. Після успішного завершення переговорів, повернувся до Америки.
26 липня 1947 в Баффало, штат Нью-Йорк, єпархіальний собор, до якого увійшли представники кліру і мирян, обрав єпископа Величського Андрея митрополитом Американським. Під тиском комуністичного диктатора і агента СССР Георгія Димитрова Священний синод в БПЦ не визнав виборів.
У січні 1962 в церкві Святої Варвари у Веве, разом із архієпископом Антонієм Бартошевичем, здійснив таїнство вінчання болгарського царя у вигнанні Симеоном II і його дружини, іспанської аристократки Маргарити.
1963 Священний синод БПЦ таки визнав митрополита Американського і Австралійського Андрея як законного обраного архієрея.
1969 — за рішенням Синоду Болгарської Православної Церкви, Американсько-Австралійська єпархія розділена на Нью-Йоркську, Детройтську і Акронську. Митрополит Андрей поставлений на Нью-Йоркську кафедру, управління іншими було доручено єпископу Знепольскому Іосифу Іванову.
Помер 9 серпня 1972 в Софії. Похований в Тирговиште, у храмі святого Іоанна Рильського.